# Lauren Santo Domingo
Lauren Santo Domingo (nascida Lauren Davis, em 28 de fevereiro de 1976) casada com o bilionário Andres Santo Domingo é uma editora colaboradora da Vogue e co-fundadora da loja de moda online Moda Operandi. É conhecida como LSD, abreviação de seu nome e sobrenome.

## Biografia
Lauren Santo Domingo, filha de Ronald V. Davis, ex- diretor Executivo do Grupo The Perrier Group of America, e Judy Davis, uma artista, cresceu em Greenwich, Connecticut. Ela freqüentou a Escola de Kent e se formou na Universidade do Sul da Califórnia em 1998. Casou-se com Andrés Santo Domingo, o filho mais novo do magnata colombiano Julio Mario Santo Domingo e co-proprietário da gravadora independente Mexican Summer. Lauren casou-se em Cartagena, Colômbia, em 8 de janeiro de 2008. A Vogue o chamou de "o casamento do ano" na capa da edição de março daquele ano, e apresentou as núpcias em uma publicação de dez páginas. Suas nove damas de honra usavam um vestido criado por um designer diferente e Santo Domingo usava dois vestidos feitos por Olivier Theykens para Nina Ricci.
Mora em torno do Gramercy Park, em Nova York, com o marido e dois filhos, Beatrice Santo Domingo e Joffrey Santo Domingo. Eles também têm uma casa em Paris, no distrito de Saint Germain, e através da familia de seu marido, é tia de Tatiana Santo Domingo

## Carreira
Começou sua carreira como assistente de moda na Vogue, retornando à revista em 2005 como editora colaboradora. Em sua coluna “APT with LSD”, Santo Domingo entra nas casas de algumas das mulheres mais influentes do circuito da moda e da sociedade. Em 2010, Lauren co-fundou a Moda Operandi, uma varejista de moda online, com Aslaug Magnusdottir, ex-executiva da Gilt Groupe. O Moda Operandi foi lançada em 16 de fevereiro de 2011 e permite que "compradores vejam e comprem seus looks favoritos logo na passarela" online.
A Moda Operandi lançou o “Boutique” em 2012, que oferece uma seleção com curadoria de produtos de designers da temporada, disponíveis para entrega imediata. Lauren apareceu em uma variedade de programas matinais de televisão, como “The Wall Street Journal Report com Maria Bartiromo” na CNBC e “Bloomberg Surveillance” da Bloomberg Television para discutir a empresa.
Considerado um dos "100 mais influentes nova-iorquinos dos últimos 25 anos", Santo Domingo é musa para designers como Proenza Schouler, Nina Ricci e Eddie Borgo. Lauren foi fotografada por Annie Leibovitz, Tom Munro, e Mario Testino por e já apareceu na Vogue, W, Vanity Fair, WSJ Magazine, e na capa da Town & País. Introduzida na Lista internacional das mais bem vestidas na Vogue em 2012, ela é frequentemente citada como “uma das autoridades de estilo mais reconhecidas do mundo”, seu nome e estilo mencionados na sexta temporada do seriado de televisão Gossip Girl. Atualmente, Santo Domingo é também uma defensora de instituições de caridade como Save Venice e o Costume Institute.